# River Hodder
Der River Hodder ist ein Fluss im Forest of Bowland, Lancashire, England. Der River Hodder entsteht am Nordhang des White Hill aus dem Zusammenfluss von Red Syke und weiteren unbenannten kleinere Abflüssen. Kurz nach seiner Entstehung treffen auch kleinere ebenfalls unbenannte Abflüsse von einem Plateau, dass von Catlow Fell und Great Harlow gebildet wird auf den River Hodder.
In seinem Verlauf, der bis kurz vor seiner Mündung vollständig im Forest of Bowland verläuft, entwässert der River Hodder im Zusammenwirken mit seinen Zuflüssen große Teile Forest of Bowland.
Der River Hodder fließt in generell südlicher Richtung durch das Stocks Reservoir und wendet sich dann zwischen Newton-in-Bowland und Dunsop Bridge vorübergehend nach Westen und nimmt danach seine südliche Richtung wieder auf.

River Hodder
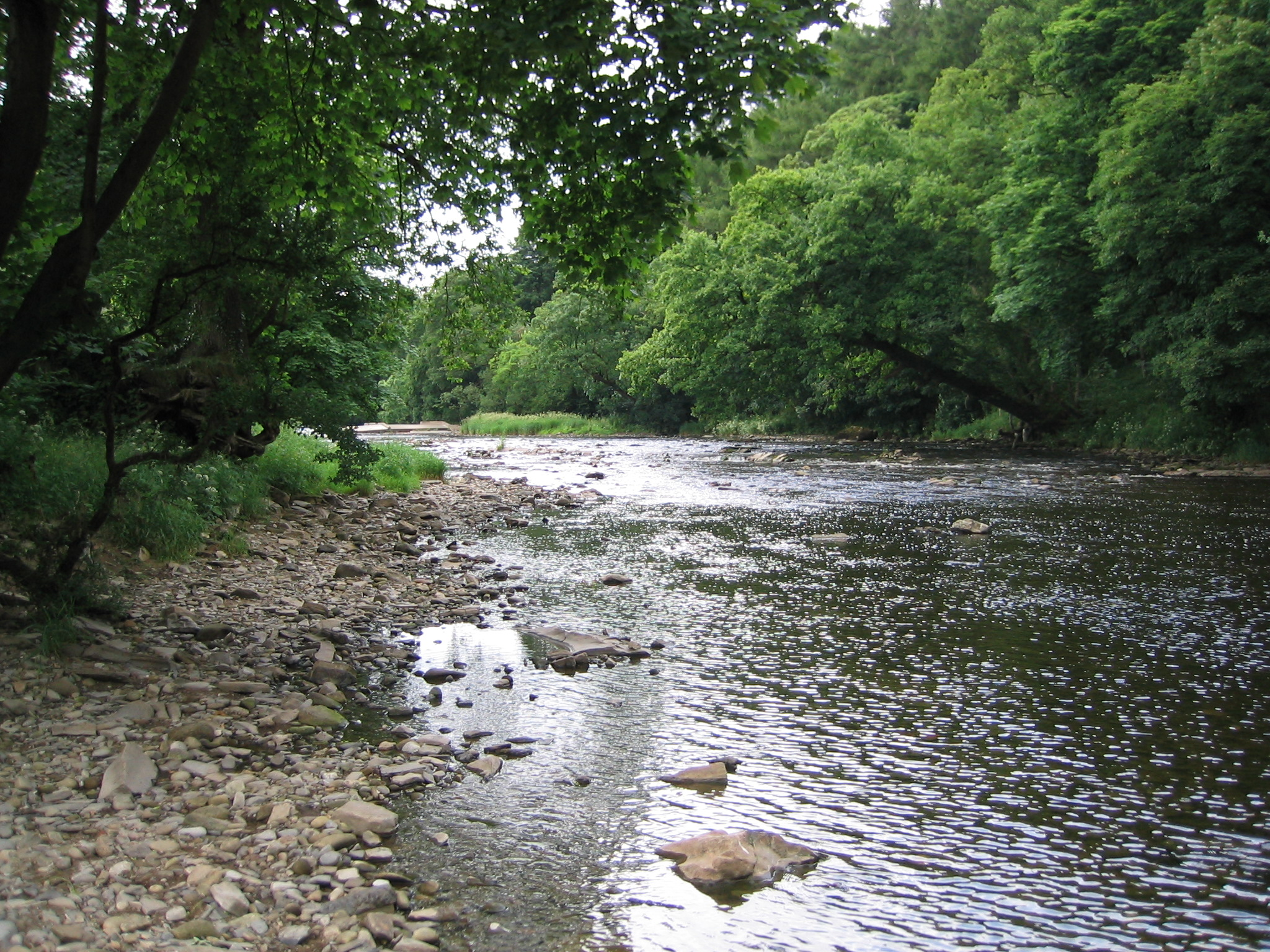
River Hodder
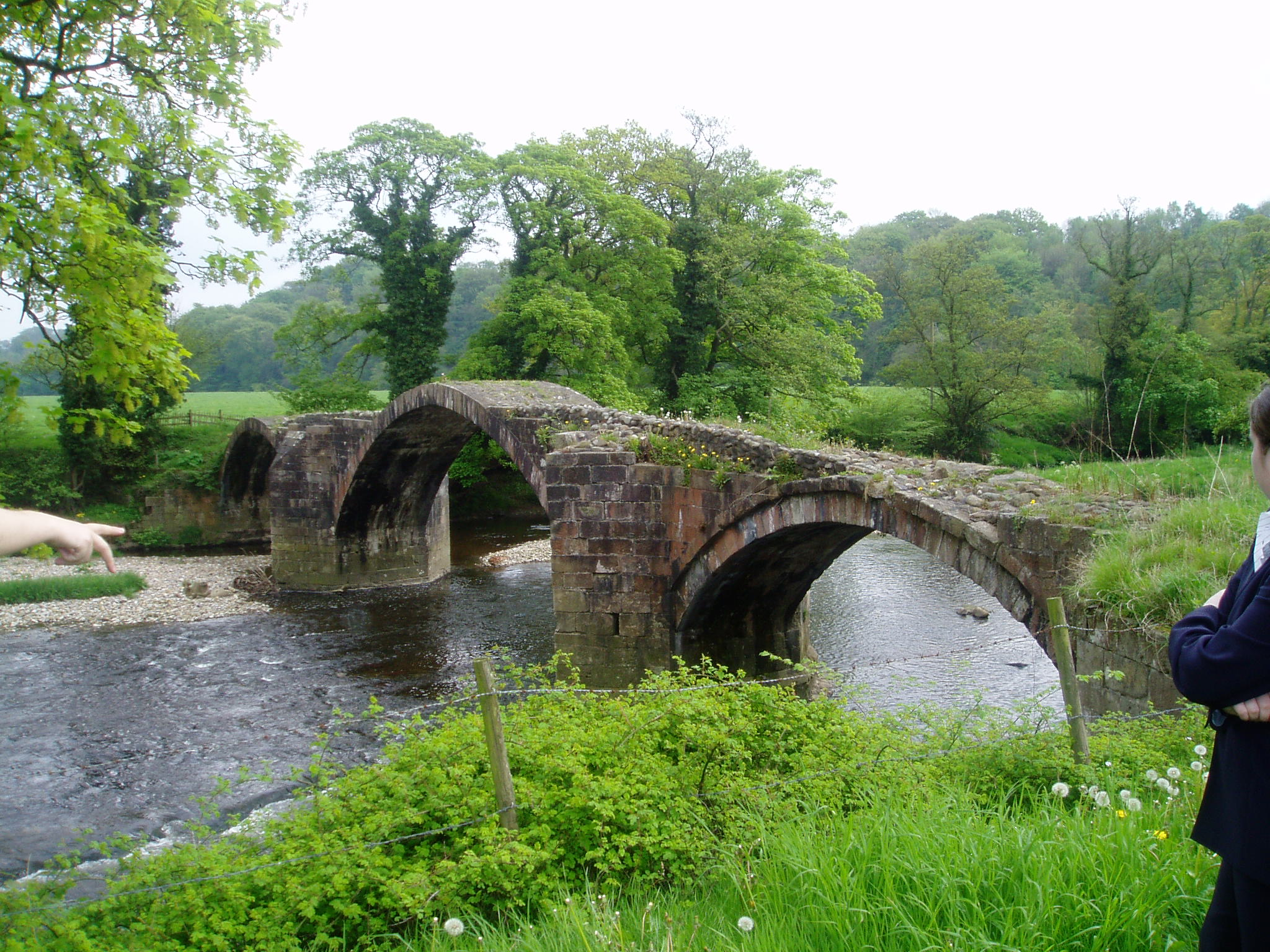
Cromwells bridge
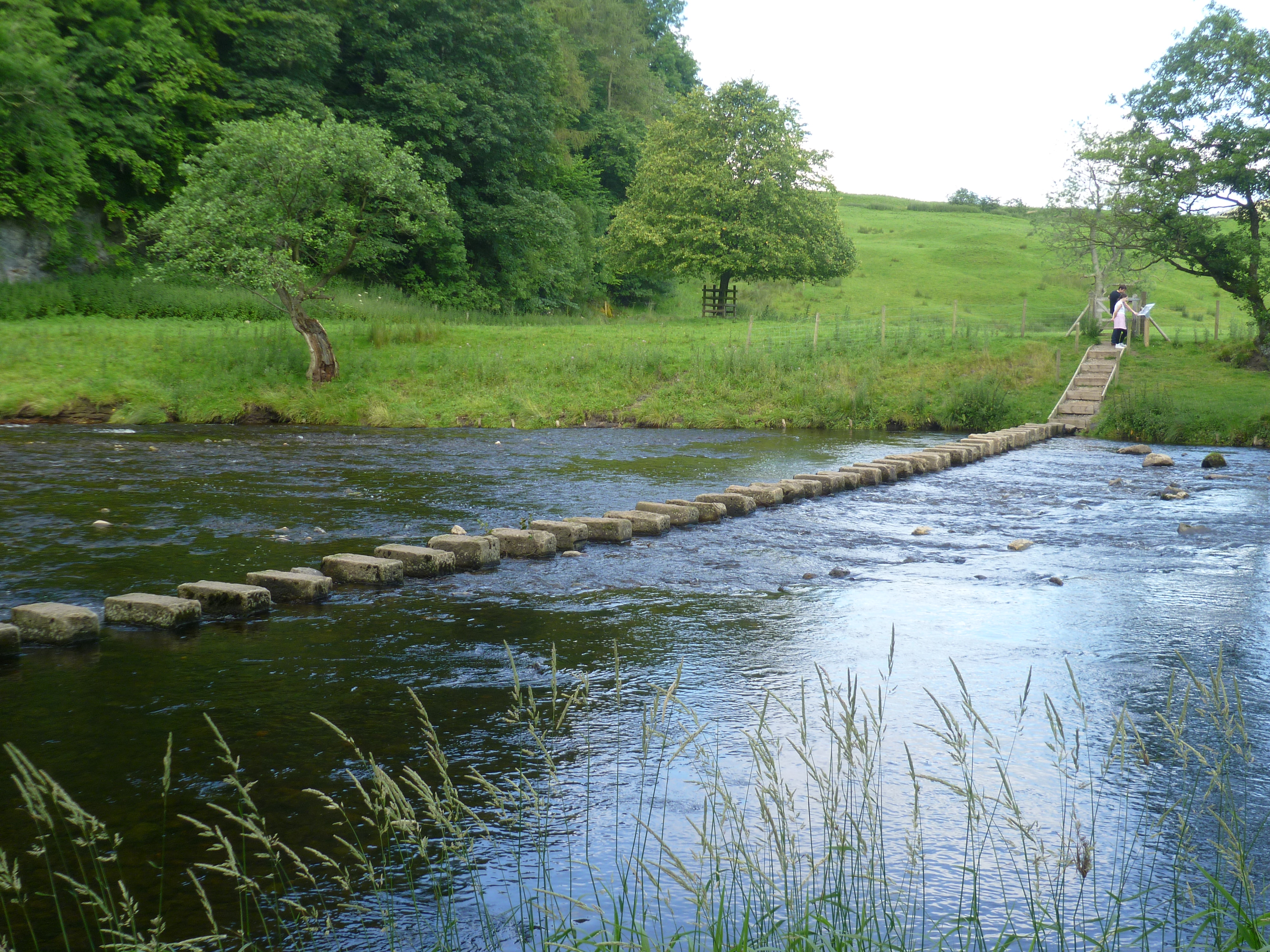
Step stone bridge Whitewell

Bevor der River Hodder südlich von Great Mitton in den Ribble mündet, passiert er noch die Lower Hodder Bridge (53° 51′ 54,8″ N, 2° 27′ 42″ W), die die historische Grenze zwischen Lancashire und der West Riding of Yorkshire markiert.